# 천안군 (1948년 선거구)
천안군은 대한민국의 옛 국회의원 선거구이다. 당시 충청남도 천안군 지역을 관할했다.

## 역사
제헌 국회의원 선거를 앞두고 천안군 전 지역을 관할하는 선거구로 신설되었다.
제4대 국회의원 선거를 앞두고 천안군 선거구가 갑, 을로 분구되면서 폐지되었다.

## 역대 국회의원
| 선거   | 정당 | 정당               | 의원   |
| ------ | ---- | ------------------ | ------ |
| 1948년 |      | 대한독립촉성국민회 | 이병국 |
| 1949년 |      | 무소속             | 김용화 |
| 1949년 |      | 민주국민당         | 이상돈 |
| 1950년 |      | 대한국민당         | 김용화 |
| 1954년 |      | 자유당             | 한희석 |

## 역대 선거 결과

### 대한민국 제헌 국회의원 선거
|  | 33.89% |

|  | 17.33% |

|  | 12.94% |

|  | 10.48% |

|  | 9.58% |

|  | 4.74% |

|  | 4.55% |

|  | 3.03% |

|  | 1.77% |

|  | 1.65% |

### 1949년 대한민국 재보궐선거
이병국 의원의 사망으로 인해 치러진 1949년 대한민국 재보궐선거에서 무소속 김용화 후보가 당선되었다.
1949년 6월 23일, 김용화 의원은 선거 무효 판결을 받으면서 의원직을 상실했다. 이에 1949년 7월 23일에 치러진 1949년 대한민국 재보궐선거에서 민주국민당 이상돈 후보가 당선되었다.

### 대한민국 제2대 국회의원 선거
|  | 28.49% |

|  | 19.70% |

|  | 11.60% |

|  | 8.22% |

|  | 7.00% |

|  | 4.60% |

|  | 4.20% |

|  | 3.60% |

|  | 3.30% |

|  | 3.20% |

|  | 1.96% |

|  | 0% |

### 대한민국 제3대 국회의원 선거
|  | 59.36% |

|  | 20.49% |

|  | 20.14% |

|  | 0% |